# Weird (letteratura)
Il weird è un genere letterario, sottogenere della narrativa fantasy e horror. Sviluppatosi fra la fine del XIX secolo e l'inizio del XX, è principalmente incentrato su opere e temi che hanno come scopo quello di provocare paura, sbigottimento, orrore e suggestione nel pubblico, evitando però i cliché tipici dell'horror, del gotico e del sovrannaturale e cercando invece di introdurre nel proprio lavoro elementi originali e sovversivi. Fra gli autori considerati come capostipiti del weird si trovano Edgar Allan Poe, Lord Dunsany, H.P. Lovecraft e Clark Ashton Smith. 
La narrativa weird ebbe il suo apice durante gli anni '30 e '40 per poi decrescere fino agli anni '80, quando una rinascita d'interesse da parte di pubblico e autori ha dato vita al genere new weird.

## Definizioni
Non esiste una definizione standard di narrativa weird.
Lo scrittore China Miéville lo definisce come, approssimativamente, una narrativa macabra e stupefacente, fuori dagli schemi e più vicina al dark fantasy o all'horror fantasy che al fantasy tradizionale. Occasionalmente, si è anche riferito al weird come alla "narrativa del tentacolo", in riferimento al fatto che gli scrittori weird evitano solitamente di ricorrere a creature tipiche del folklore come fantasmi, vampiri o lupi mannari, a meno di non rivisitarli pesantemente, mentre abbondano mostri alieni non tradizionali e spesso dotati proprio di tentacoli, come ad esempio nei racconti lovecraftiani.
John Clute, critico e scrittore, definisce il weird come un termine approssimativo per descrivere una narrativa fantasy, horror o sovrannaturale incentrata su elementi trasgressivi o poco comuni.
Il critico letterario Jeffrey Andrew Weinstock ha sottolineato come il weird si concentri sul mostrare l'umanità come un elemento trascurabile e impotente all'interno di un vasto universo popolato da forze oscure e potenti al di là della sua comprensione e controllo e spesso maligne.
Secondo Jeff e Ann VanderMeer, coppia di editori e scrittori statunitensi, considerano il weird come una branca dell'horror, piuttosto che come un genere a sé stante.
Infine, per il critico letterario e studioso della letteratura lovecraftiana S.T. Joshi, il genere weird abbraccia diverse branche e può essere catalogato a seconda dell'inclinazione verso l'horror, il fantasy, il sovrannaturale e persino la fantascienza; e che tali inclinazioni derivano da quelle estetiche e filosofiche, consce o no, dell'autore stesso.

## Storia
Sebbene il termine weird non compaia se non alla fine del XX secolo, Edgar Allan Poe è solitamente indicato dai critici letterari, fra cui H.P. Lovecraft, come un pioniere del genere. Un altro autore solitamente associato al weird ante-litteram è Sheridan Le Fanu.
Inizialmente il termine weird venne usato indistintamente per indicare la narrativa sovrannaturale, come in una recensione del 1859 dello Scottish Review sui lavori di Edgar Allan Poe, E.T.A. Hoffman e Walter Scott. Il termine ricorre anche nella recensione del 1889 del giornale irlandese The Freeman's Journal del Dracula di Bram Stoker. Basandosi su ciò, alcuni critici letterari suggeriscono che ci sia stato un periodo di proto-weird precedente il genere vero e proprio, chiamato Old Weird o Haute Weird.
Alla fine del diciannovesimo secolo, un certo numero di scrittori decadenti scrissero opere che in seguito furono associate al weird, fra cui M.P. Shiel, Eric Stenbock, R. Murray Gilchrist, Algernon Blackwood, William Hope Hodgson, Lord Dunsany, Ambrose Bierce e M.R. James. 
La narrativa weird trovò per la prima volta riscontro presso un vasto pubblico grazie alla rivista pulp Weird Tales, pubblicata in America fra il 1923 e il 1954 da Farnsworth Wright, che coniò il termine weird fiction per il materiale che pubblicava, e a cui si aggiunsero poi le riviste Strange Tales e Unknown Worlds. Gli scrittori che pubblicavano su queste riviste e che rimasero indissolubilmente legati al termine includevano Lovecraft, Clark Ashton Smith, Fritz Leiber e Robert Bloch. 
Il termine raggiunse la sua definitiva connotazione grazie ai saggi di Lovecraft, che lo definì così:
Il vero weird ha qualcosa di più di un omicidio segreto, ossa insanguinate o catene tintinnanti. Deve essere presente una certa atmosfera di terrore che lascia senza fiato, inspiegabile, forze esterne e sconosciute; e ci deve essere un accenno, espresso con una serietà e portentosità che ne diventano il soggetto, di quella concezione più terribile del cervello umano: una sospensione o sconfitta maligna e particolare di quelle leggi fisse della Natura che sono la nostra unica salvaguardia contro gli assalti del caos e i demoni dello spazio non scandagliato

## Autori rappresentativi
Quello che segue è un elenco di autori indicati come scrittori di new weird rappresentativi, divisi per periodo ed elencati in ordine alfabetico per cognome.

### Prima del 1940
- Ryūnosuke Akutagawa[4]
- E.F. Benson[11]
- Ambrose Bierce
- Algernon Blackwood
- Robert Bloch
- Marjorie Bowen[14]
- John Buchan[15]
- Leonora Carrington[4]
- Robert W. Chambers[1]
- Mary Elizabeth Counselman[4]
- Walter de la Mare[11]
- Lord Dunsany
- E. R. Eddison[11]
- Guy Endore[15]
- Robert Murray Gilchrist[15]
- Stefan Grabiński[16]
- L. P. Hartley[11]
- Nathaniel Hawthorne[17]
- William Hope Hodgson[11]
- E. T. A. Hoffmann
- Robert E. Howard[11]
- Carl Richard Jacobi[1]
- Henry James[1]
- M.R. James[1]
- Franz Kafka[4]
- C. F. Keary[18]
- Vernon Lee[19]
- Joseph Sheridan Le Fanu
- Fritz Leiber
- David Lindsay[20]
- H.P. Lovecraft
- Abraham Merritt[1]
- C. L. Moore[1]
- Oliver Onions[11]
- Thomas Owen[21]
- Edgar Allan Poe
- Ted Robbins[22]
- Eric Frank Russell[23]
- Bruno Schulz[4]
- M. P. Shiel[11]
- Clark Ashton Smith
- Eric Stenbock[15]
- Francis Stevens[4]
- E. H. Visiak[1]
- Donald Wandrei[5]
- H. G. Wells[1]
- Edward Lucas White[1]
- Henry S. Whitehead[24]

### 1940–1980[25]
- Robert Aickman
- J. G. Ballard
- Charles Beaumont
- Olympe Bhely-Quenum
- Jerome Bixby
- Jorge Luis Borges
- Ray Bradbury
- William S. Burroughs
- Octavia E. Butler
- Ramsey Campbell
- Angela Carter
- Julio Cortázar[26]
- Philip K. Dick
- Harlan Ellison
- Shirley Jackson[11]
- Stephen King
- Tanith Lee
- George R. R. Martin
- Richard Matheson
- Michael Moorcock
- Joyce Carol Oates
- Mervyn Peake
- Joanna Russ
- Sarban
- William Sansom
- Claude Seignolle
- Margaret St. Clair
- Peter Straub
- James Tiptree, Jr.
- Amos Tutuola
- Karl Edward Wagner[27]
- Gene Wolfe

### 1980-oggi
- Clive Barker[4][28]
- K. J. Bishop[4]
- Jonathan Carroll[5]
- Michael Cisco[4]
- Hal Duncan[1]
- Katherine Dunn[1]
- Karen Joy Fowler[4]
- Elizabeth Hand[4]
- M. John Harrison[4]
- Simon Ings[29]
- Caitlín R. Kiernan[1]
- T. E. D. Klein[11]
- Kathe Koja[4]
- Thomas Ligotti[1]
- Dimitris Lyacos
- China Miéville[1][30]
- Grant Morrison[1]
- Steph Swainston[4]
- Chet Williamson[5]
- F. Paul Wilson[5]

## New weird
Il genere weird ha assistito a una rinascita verso la fine del XX secolo, il che ha portato al conio del termine new weird. Autori contemporanei che si autodefiniscono autori di weird e new weird includono China Miéville, Jeff e Ann VanderMeer, Clive Barker e Ramsey Campbell.